# Tracy McGrady
Tracy Lamar McGrady Jr, né le 24 mai 1979 à Bartow, près d'Orlando en Floride, est un ancien joueur américain de basket-ball.
Joueur offensif complet, capable d'évoluer aussi bien au poste d'arrière que d'ailier, il est fréquemment qualifié de swingman.

## Biographie
Portant le numéro 1 en hommage à son idole d'enfance, Anfernee "Penny" Hardaway, qui portait le même numéro lorsqu'il jouait au Magic d'Orlando, T-Mac (surnom donné par sa grand-mère) effectue son lycée à Auburndale Senior High School puis son année senior à la Mount Zion Christian Academy. Lors de celle-ci, il conduit son équipe au deuxième rang national et est élu High School Player par USA Today. Il décide alors de rejoindre directement la NBA sans faire un cursus universitaire, comme cela était possible jusqu'en 2006. Ses prestations lui valent d'être drafté en 1997 par les Raptors de Toronto en 9e position du premier tour.

### Raptors de Toronto (1997-2000)
McGrady n'en reste pas moins un jeune basketteur de 18 ans tout fraichement débarqué du lycée. Durant ses deux premières années en NBA, Tracy McGrady commence les matchs sur le banc, bien qu'il montre une étonnante maturité et surtout un talent réel.
En 1998, il est rejoint dans la franchise canadienne par Vince Carter, et ils se découvriront un lien de parenté: ils sont cousins éloignés. Celui-ci, qui a fait ses armes durant trois années en NCAA dans la prestigieuse équipe universitaire des Tar Heels de la Caroline du Nord possède une expérience significative et obtient à la fin de sa première saison le titre de rookie de l'année 1999.
Le temps de jeu de Tracy McGrady augmente pour sa troisième saison. Son élégance et son physique de swingman lui valent d'être comparé à Scottie Pippen, ainsi que le rôle qu'il tient au côté de Vince Carter comme le faisait l'ancien lieutenant de Michael Jordan. Malgré ses bons rapports avec son cousin, cette position de lieutenant ne correspond pas à son ambition. De plus, Free Agent à la fin de sa troisième saison, il est sollicité par le Magic d'Orlando et les Bulls de Chicago. Voulant se rapprocher de sa famille restée en Floride, il fait ainsi le choix de rejoindre la franchise d'Orlando ,.

### Magic d'Orlando (2000-2004)
Son arrivée dans la franchise floridienne s'accompagne de celle de Grant Hill, en provenance des Pistons de Détroit. Mais son nouveau coéquipier subit de fréquentes blessures, mettant fin au rêve de beaucoup de fans qui voyaient en ce duo une nouvelle paire Pippen-Jordan. McGrady devient très rapidement le franchise player et ses statistiques sont en très nette progression : il passe ainsi de 15,4 à 26,8 points par rencontre. Il se voit ainsi récompensé du titre de MIP (joueur ayant le plus progressé) devant Predrag Stojaković et Steve Nash.
Les deux saisons suivantes, il termine meilleur marqueur de la NBA avec respectivement 32,1 points en 2002-2003 et 28,0 en 2003-2004. Il fait une saison 2002-2003 remarquable à tel point qu'il est fortement pressenti pour le titre de NBA Most Valuable Player, c’est-à-dire meilleur joueur de l'année. Ses statistiques sont affolantes : 32,1 points, 6,5 rebonds, 5,5 passes décisives et 1,6 interception par match, tout cela combiné avec un pourcentage de réussite exceptionnel pour un joueur évoluant à son poste (45,7 % aux tirs dont 38,7 % à 3 points). Le titre de MVP est finalement remporté pour la seconde année consécutive par Tim Duncan.
Cependant, le bilan de 21 victoires pour 61 défaites est le deuxième pire résultat de la franchise lors de la saison 2003-2004. Le manque de constance de l'équipe et les faiblesses du banc poussent le joueur à quitter son club fétiche pour de nouveaux horizons. Il fait pression sur ses dirigeants pour qu'ils le transfèrent. Il prend alors la direction de Houston pour rejoindre les Rockets, en échange notamment de Steve Francis et de Cuttino Mobley .

### Rockets de Houston (2004-2010)
Aux côtés de Yao Ming, il devient All-Star pour la cinquième saison consécutive malgré des statistiques légèrement en baisse à cause de blessures récurrentes. Cela ne remet néanmoins pas en cause sa participation au All-Star Game qui se déroule à Houston cette année-là, mais il doit s'incliner avec la sélection de l'Ouest, bien qu'ayant apporté son écot à la bataille, en inscrivant 36 points.
Un des exploits les plus marquants de cette jeune star de l'équipe de Houston fut de marquer 13 points dans les dernières 33 secondes d'un match contre les Spurs de San Antonio de Tony Parker et Tim Duncan, et ainsi de faire gagner son équipe de 1 point.
Sa première partie de la saison 2006-2007 est difficile. L'absence, comme l'année précédente, du géant chinois Yao Ming, en raison de multiples blessures, l'oblige à prendre plus de responsabilités. Ses statistiques s'améliorent avec en particulier plusieurs parties terminées à plus de 30 points et l'augmentation de sa moyenne de passes décisives. Mais la saison s'achève sur une élimination de son équipe en sept matchs (défaite 4-3) au premier tour des play-offs de la conférence Ouest contre le Jazz de l'Utah. Il marque en moyenne 24,6 points, prend 5,3 rebonds et offre 6,5 passes décisives par match.
Lors de la saison 2007-2008, il reçoit le renfort de plusieurs bons joueurs comme l'Argentin Luis Scola. Après un début de saison catastrophique, l'équipe réalise ce qui est alors la deuxième plus longue série de victoires consécutives de la NBA avec vingt-deux succès. Pour la fin de la saison, Yao Ming est blessé au pied.
Durant la saison 2009-2010, Tracy McGrady prend le numéro 3 et laisse le 1 à Trevor Ariza, arrivé lors de l'intersaison.

### Knicks de New York (2010)
Devenu indésirable aux yeux de Rick Adelman, notamment à cause d'un manque de constance dû principalement à de nombreuses blessures, Tracy McGrady est échangé par les Rockets de Houston le 18 février 2010 et part aux Knicks de New York dans un échange comprenant 9 joueurs entre les Knicks, les Rockets et les Kings de Sacramento. Lors de sa première rencontre au Madison Square Garden, la salle des Knicks, il marque 26 points, prend 4 rebonds et offre 5 passes en 32 minutes.

### Pistons de Detroit (2010-2011)
En août 2010, il signe un contrat de 1,3 million de dollars pour un an avec les Pistons de Détroit. En cours de saison, T-Mac retrouve son jeu et réussit de bonnes performances.

### Hawks d'Atlanta (2011-2012)
En décembre 2011, étant agent-libre, T-Mac signe pour le salaire minimum et pour une saison à Atlanta.
Il signe un contrat en Chine au club de Qingdao pendant l'intersaison 2012 où il tourne à 24,9 points de moyenne par match.

### Spurs de San Antonio (2013)
Le 16 avril 2013, à la surprise générale, les Spurs de San Antonio l'engagent pour les playoffs à un match de la fin de la saison régulière. Ce qui va lui permettre, dans un rôle mineur certes, de connaître pour la première fois de sa carrière un long parcours en playoffs, puisque les Spurs iront jusqu'au match 7 des finales NBA.
Il quitte la NBA le 26 août 2013, après 17 saisons.

## Palmarès
- Champion de la Conférence Ouest en 2013 avec les Spurs de San Antonio.
- NBA Most Improved Player en 2001.
- Meilleur marqueur NBA en 2003 et 2004.
- 7 participations au NBA All-Star Game en 2001, 2002, 2003, 2004, 2005, 2006 et 2007.
- 2 fois All-NBA First Team en 2002 et 2003.
- 3 fois All-NBA Second Team en 2001, 2004 et 2007.
- 2 fois All-NBA Third Team en 2005 et 2008.
- Au Magic d'Orlando :
  - 9e aux rebonds (2067)
  - 8e aux assists (1533)
  - 7e aux steals (452)
  - 7e aux blocks (292)
  - 4e meilleur marqueur de l'histoire du Magic d'Orlando avec 8298 points
  - Meilleure moyenne de points par match de l'histoire du Magic d'Orlando : 32.1
- Sélectionné parmi les 100 meilleurs joueurs de basketball de tous les temps par Slam (magazine).
- 63e au classement des 100 meilleurs joueurs de basketball de tous les temps par ESPN en 2016
- 63e au classement des 100 meilleurs joueurs de basketball de l'histoire de la NBA par l'Equipe en 2016
- 57e au classement des 100 meilleurs joueurs all-time sur SLAM Online en 2018
- Au classement MVP : 6è en 2001 à 21 ans - 4è en 2002 - 4è en 2003 - 7è en 2005 - 6è en 2007 - 8è en 2008 à 28 ans
- Intronisé au Basketball Hall of Fame en 2017[13]

## Statistiques

### Saison régulière
Légende :
| Meilleure progression de l'année | Leader de la ligue |

gras = ses meilleures performances
Statistiques en saison régulière de Tracy McGrady
| Année         | Équipe        | Matches | Titul, | Min,/m, | %tir | %3pts | %l-f | rbds/m, | pass/m, | int/m, | ctr/m, | pts/m, |
| ------------- | ------------- | ------- | ------ | ------- | ---- | ----- | ---- | ------- | ------- | ------ | ------ | ------ |
| 1997–98       | Toronto       | 64      | 17     | 18,4    | 45,0 | 34,1  | 71,2 | 4,2     | 1,5     | 0,8    | 1,0    | 7,0    |
| 1998–99*      | Toronto       | 49      | 2      | 22,6    | 43,6 | 22,9  | 72,6 | 5,7     | 2,3     | 1,1    | 1,3    | 9,3    |
| 1999–00       | Toronto       | 79      | 34     | 31,2    | 45,1 | 27,7  | 70,7 | 6,3     | 3,3     | 1,1    | 1,9    | 15,4   |
| 2000–01       | Orlando       | 77      | 77     | 40,1    | 45,7 | 35,5  | 73,3 | 7,5     | 4,6     | 1,5    | 1,5    | 26,8   |
| 2001–02       | Orlando       | 76      | 76     | 38,3    | 45,1 | 36,4  | 74,8 | 7,9     | 5,3     | 1,6    | 1,0    | 25,6   |
| 2002–03       | Orlando       | 75      | 74     | 39,4    | 45,7 | 38,6  | 79,3 | 6,5     | 5,5     | 1,7    | 0,8    | 32,1   |
| 2003–04       | Orlando       | 67      | 67     | 39,9    | 41,7 | 33,9  | 79,6 | 6,0     | 5,5     | 1,4    | 0,6    | 28,0   |
| 2004–05       | Houston       | 78      | 78     | 40,8    | 43,1 | 32,6  | 77,4 | 6,2     | 5,7     | 1,7    | 0,7    | 25,7   |
| 2005–06       | Houston       | 47      | 47     | 37,1    | 40,6 | 31,2  | 74,7 | 6,5     | 4,8     | 1,3    | 0,9    | 24,4   |
| 2006–07       | Houston       | 71      | 71     | 35,8    | 43,1 | 33,1  | 70,7 | 5,3     | 6,5     | 1,3    | 0,5    | 24,6   |
| 2007–08       | Houston       | 66      | 62     | 37,0    | 41,9 | 29,2  | 68,4 | 5,1     | 5,9     | 1,0    | 0,5    | 21,6   |
| 2008–09       | Houston       | 35      | 35     | 33,7    | 38,8 | 37,6  | 80,1 | 4,4     | 5,0     | 1,2    | 0,4    | 15,6   |
| 2009–10       | New York      | 24      | 24     | 26,1    | 38,9 | 24,2  | 75,4 | 3,7     | 3,9     | 0,6    | 0,5    | 9,4    |
| 2010–11       | Detroit       | 72      | 39     | 23,4    | 44,2 | 34,1  | 69,8 | 3,5     | 3,5     | 0,9    | 0,5    | 8,0    |
| 2011–12*      | Atlanta       | 52      | 0      | 16,1    | 43,7 | 45,5  | 67,5 | 3,0     | 2,1     | 0,3    | 0,3    | 5,3    |
| Total         | Total         | 938     | 703    | 32,7    | 435  | 338   | 746  | 5,6     | 4,4     | 1,2    | 0,9    | 19,6   |
| All-Star Game | All-Star Game | 7       | 6      | 24,6    | 50,0 | 35,1  | 61,9 | 3,0     | 3,9     | 1,6    | 0,4    | 17,1   |

Note: *Les saisons 1998-1999 et 2011-2012 ont été réduites respectivement à 50 et 66 matchs en raison d'un Lock out.

Dernière modification le 13 mai 2020

### Playoffs
| Année    | Équipe      | Matches | Titul, | Min,/m, | %tir | %3pts | %l-f | rbds/m, | pass/m, | int/m, | ctr/m, | pts/m, |
| -------- | ----------- | ------- | ------ | ------- | ---- | ----- | ---- | ------- | ------- | ------ | ------ | ------ |
| 2000     | Toronto     | 3       | 3      | 37,0    | 38,6 | 28,6  | 87,5 | 7,0     | 3,0     | 1,0    | 1,0    | 16,7   |
| 2001     | Orlando     | 4       | 4      | 44,5    | 41,5 | 20,0  | 81,6 | 6,5     | 8,3     | 1,8    | 1,3    | 33,8   |
| 2002     | Orlando     | 4       | 4      | 44,5    | 46,2 | 31,3  | 73,9 | 6,3     | 5,5     | 0,5    | 1,8    | 30,8   |
| 2003     | Orlando     | 7       | 7      | 44,0    | 44,8 | 34,0  | 77,3 | 6,7     | 4,7     | 2,0    | 0,9    | 31,7   |
| 2005     | Houston     | 7       | 7      | 43,0    | 45,6 | 37,0  | 82,4 | 7,4     | 6,7     | 1,6    | 1,4    | 30,7   |
| 2007     | Houston     | 7       | 7      | 40,0    | 39,4 | 25,0  | 73,7 | 5,9     | 7,3     | 0,7    | 0,9    | 25,3   |
| 2008     | Houston     | 6       | 6      | 41,2    | 42,5 | 20,8  | 62,3 | 8,2     | 6,8     | 1,5    | 0,8    | 27,0   |
| 2012     | Atlanta     | 6       | 0      | 15.0    | 38,5 | 0,0   | 83,3 | 2,8     | 1,0     | 0,0    | 0,3    | 4,2    |
| 2013     | San Antonio | 6       | 0      | 5,2     | 0,0  | 0,0   | 0,0  | 1,3     | 1,2     | 0,3    | 0,5    | 0,0    |
| Carrière | Carrière    | 50      | 38     | 34,5    | 42,6 | 29,0  | 75,7 | 5,7     | 5,0     | 1,1    | 0,9    | 22,2   |

## Records personnels sur une rencontre en NBA
Les records personnels de Tracy McGrady, officiellement recensés par la NBA sont les suivants :
| Record de la franchise |

| Type de statistique        | Saison régulière | Saison régulière       | Saison régulière | Playoffs | Playoffs             | Playoffs      |
| Type de statistique        | Record           | Adversaire             | Date             | Record   | Adversaire           | Date          |
| -------------------------- | ---------------- | ---------------------- | ---------------- | -------- | -------------------- | ------------- |
| Points                     | 62               | Wizards de Washington  | 10 mars 2004     | 46       | @ Pistons de Détroit | 23 avril 2003 |
| Paniers marqués            | 20               | 2 fois                 |                  | 16       | @ Pistons de Détroit | 23 avril 2003 |
| Paniers tentés             | 37               | 3 fois                 |                  | 34       | Bucks de Milwaukee   | 22 avril 2001 |
| Paniers à 3 points réussis | 8                | 3 fois                 |                  | 6        | Mavericks de Dallas  | 5 mai 2005    |
| Paniers à 3 points tentés  | 16               | @ Hawks d'Atlanta      | 2 février 2002   | 10       | Mavericks de Dallas  | 5 mai 2005    |
| Lancers francs réussis     | 18               | Pistons de Détroit     | 25 décembre 2002 | 14       | 2 fois               |               |
| Lancers francs tentés      | 26               | Wizards de Washington  | 10 mars 2004     | 18       | 2 fois               |               |
| Rebonds offensifs          | 5                | 8 fois                 |                  | 8        | @ Knicks de New York | 23 avril 2000 |
| Rebonds défensifs          | 12               | @ Nuggets de Denver    | 9 janvier 2005   | 12       | Jazz de l'Utah       | 21 avril 2008 |
| Rebonds totaux             | 16               | Nets du New Jersey     | 11 avril 2002    | 13       | Jazz de l'Utah       | 21 avril 2008 |
| Passes décisives           | 13               | @ Nets du New Jersey   | 23 février 2003  | 16       | Jazz de l'Utah       | 30 avril 2007 |
| Interceptions              | 5                | 3 fois                 |                  | 5        | Pistons de Détroit   | 27 avril 2003 |
| Contres                    | 4                | 2 fois                 |                  | 3        | 5 fois               |               |
| Balles perdues             | 7                | 2 fois                 |                  | 7        | @ Pistons de Détroit | 23 avril 2003 |
| Minutes jouées             | 50               | Cavaliers de Cleveland | 25 décembre 2003 | 51       | Hornets de Charlotte | 27 avril 2002 |

- Double-double : 149 (dont 12 en playoffs)
- Triple-double : 4

## Salaires
| Année       | Équipe             | Salaire       |
| ----------- | ------------------ | ------------- |
| 1997-1998   | Raptors de Toronto | 1 359 360 $   |
| 1998-1999   | Raptors de Toronto | 1 563 000 $   |
| 1999-2000   | Raptors de Toronto | 1 767 120 $   |
| 2000-2001   | Magic d'Orlando    | 9 660 000 $   |
| 2001-2002   | Magic d'Orlando    | 10 865 250 $  |
| 2002-2003   | Magic d'Orlando    | 12 072 500 $  |
| 2003-2004   | Magic d'Orlando    | 13 279 750 $  |
| 2004-2005   | Rockets de Houston | 14 487 000 $  |
| 2005-2006   | Rockets de Houston | 15 694 250 $  |
| 2006-2007   | Rockets de Houston | 16 901 500 $  |
| 2007-2008   | Rockets de Houston | 19 014 187 $  |
| 2008-2009   | Rockets de Houston | 20 370 437 $  |
| 2009-2010   | Knicks de New York | 23 239 562 $  |
| 2010-2011   | Pistons de Détroit | 1 352 181 $   |
| 2011-2012*  | Hawks d'Atlanta    | 1 352 181 $   |
| Total Gains | Total Gains        | 162 978 278 $ |

Note : * En 2011, le salaire moyen d'un joueur évoluant en NBA est de 5 150 000 $.

## Baseball
En février 2014, il tente de faire carrière dans le baseball. Lors de ses premiers entraînements avec les Sugar Land Skeeters, il impressionne et espère pouvoir jouer un match en Atlantic League.

## Vie personnelle
Tracy McGrady est le père d'une petite fille (Layla Clarice) et d'un petit garçon (Laymen Lamar).
Il est très engagé dans la cause du Darfour, et s'est rendu de nombreuses fois au pays afin d'aider les réfugiés. Il a permis l'ouverture de nombreuses écoles et mis en place un système de parrainage entre les institutions américaines et des villages locaux. 
N'ayant que très peu étudié dans le passé. Privilégiant la pratique du basket aux études. T MAC a tout de même souhaité obtenir, après sa carrière, l'équivalent du bac aux États-Unis. Chose faite le 5 juillet 2017 avec l'obtention d'un bac pro aéronautique pour ce passionné d'avions à réaction.[réf. nécessaire]

## Anecdotes
Dans la saison 3 de la série américaine Prison Break, alors que Scofield est incarcéré dans une prison au Panama, il se lié d’amitié avec un latino surnommé « McGrady » du fait qu’il porte un maillot de Tracy McGrady.

## Pour approfondir